# Kotel (obchtina)
La commune de Kotel (en bulgare Община Котел - Obchtina Kotel) se trouve dans l'Est de la Bulgarie.

## Géographie
La commune de Kotel est située dans l'est de la Bulgarie, au cœur de la partie est de la chaîne du Grand Balkan. Elle se trouve à 320 km de la capitale (Sofia), au nord-est de la ville de Sliven qui est le chef-lieu de la région.
Sur le plan de la géographie administrative, Kotel est l’une des quatre obchtini de l’oblast de Sliven. La ville de Kotel est le chef-lieu de la municipalité de même nom.

## Histoire
Les fouilles archéologiques ont permis la découvertes de fragments de céramiques chalcolithiques, de haches en pierre et de couteaux taillés dans la pierre fabriqués aux VIe millénaire av. J.-C. et Ve millénaire av. J.-C.. Des lieux de culte et des cimetières Thraces ont été découverts aux lieux dits Talim Tache (Талим Таш) (entre Kotel et Titcha) et Tchobrata (Чобрата).
A 6 km au sud de Kotel, au lieu-dit Demir Kapia (Демир капия), se trouve un mur de fortification antique qui était relié à la forteresse de Vida située sur le sommet de même nom. Au pied de cette colline se trouve la localité de Grutski dol (Гръцки дол) où - d'après l'histoire orale - l'armée byzantine fut défaite par celle du khan Kroum en 811 et par celle d'Ivaïlo le 17 juillet 1279. Les villages et les forteresses situées dans les alentours - telles celles de Kozyak, Haïdut, Varban, Titcha, Atchéras et d'autres - survécurent, pendant un certain temps, après l'invasion turque à la fin du XIVe siècle, avant d'être détruites et abandonnées comme la plupart des lieux fortifiés bulgares. Leur population alla chercher refuge dans les forêts du Grand Balkan.
La ville de Kotel fut établie, au début de la domination ottomane, par les bulgares des villes et villages voisins qui cherchaient refuge. Les premières mentions de la localité de Kotel - qui s'appelait, à l'époque Kazan Tanare (Казан Пънаръ) remontent à 1486.

## Administration
La municipalité 22 lieux-dits :
| - Kotel - 6 596 hab. - Gradéc - 4 284 hab. - Iablanovo - 3 673 hab. - Titcha - 1 118 hab. - Mokren - 893 hab. - Filarétovo - 779 hab. - Malko sélo - 642 hab. - Padarévo - 629 hab. - Sokolarci - 612 hab. - Kipilovo - 590 hab. - Jéravna - 454 hab. | - Strélci - 447 hab. - Néykovo - 368 hab. - Medvén - 219 hab. - Orlovo - 214 hab. - Ostra mogila - 213 hab. - Borinci - 173 hab. - Topouzévo - 146 hab. - Dabova - 67 hab. - Sedlarévo - 50 hab. - Katounichté - 30 hab. - Bratan - 25 hab. |

## Galerie de photographies

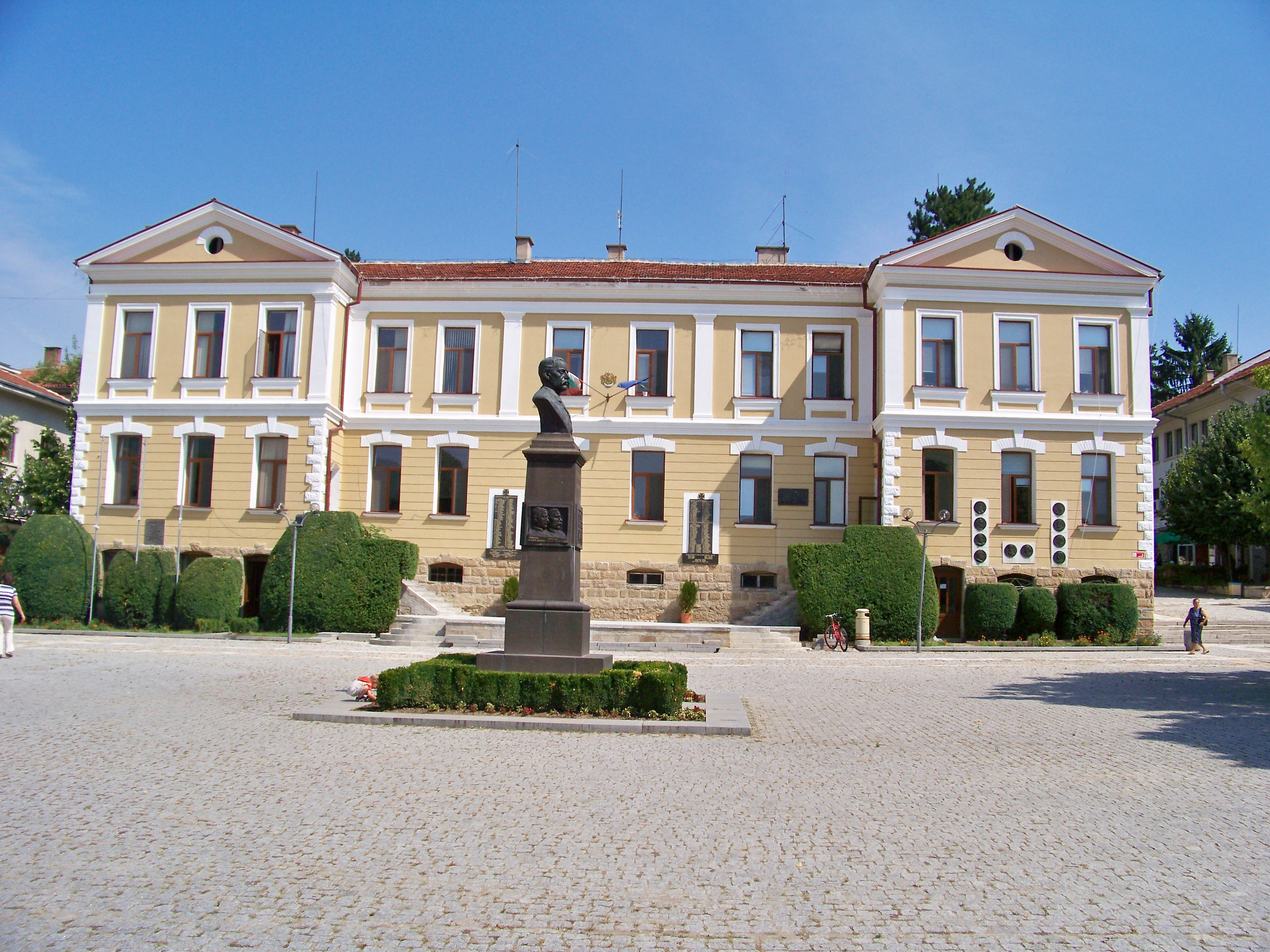
Bâtiment dans le centre-ville de Kotel
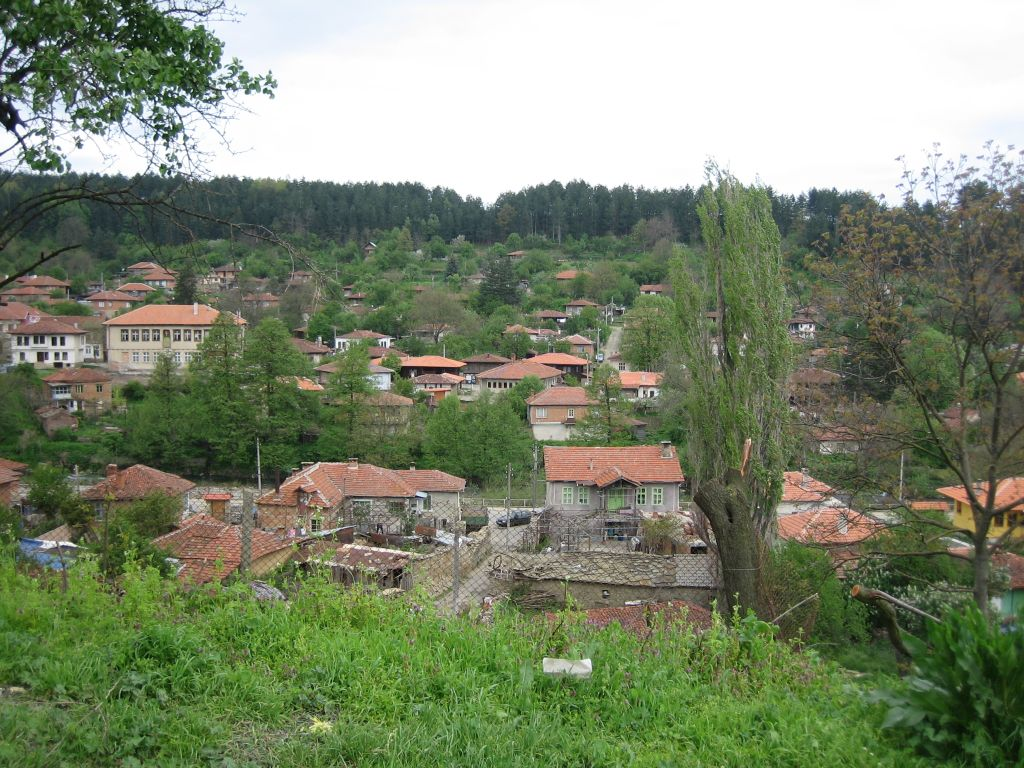
Vue de Gradéc.